# Janvier 1969

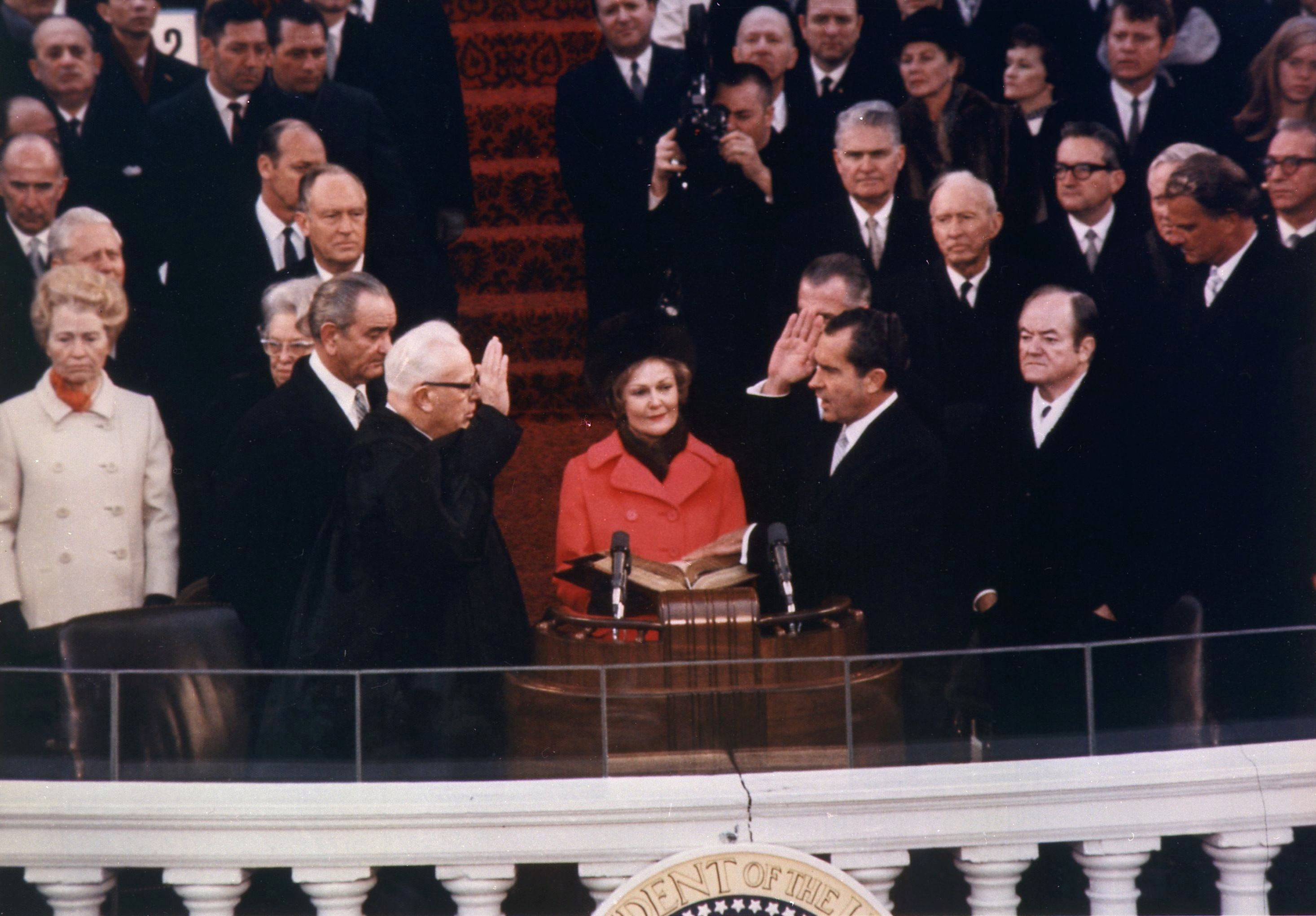
Prestation de serment de Richard Nixon comme 37e président des Etats-Unis.

Cette page présente les faits marquants du mois de janvier 1969.

## Évènements
- 1er janvier : 
  - Marien Ngouabi devient président de la République du Congo.
  - Le Fatah donne sa définition d’un futur État palestinien indépendant et démocratique, dont tous les citoyens serait égaux, quelle que soit leur religion.
- 13 janvier : création de Samsung Electronics par Lee Byung-chul[1].

- 17 janvier, France : Georges Pompidou fait savoir en privé qu'il serait éventuellement candidat à la présidentielle.

- 18 janvier : ouverture de la conférence élargie sur le Viêt Nam à Paris.

- 19 janvier : Jan Palach, étudiant à Prague (République socialiste tchécoslovaque), s'immole par le feu Place Venceslas pour protester contre l'invasion de la République socialiste tchécoslovaque par l'Union des républiques socialistes soviétiques en 1968. Son suicide symbolise aux yeux du monde la résistance désespérée du peuple tchécoslovaque face à l’oppression. Les troupes soviétiques sont rejointes par des conseillers civils et militaires qui viennent encadrer la politique de « Normalisation ».

- 20 janvier : 
  - Richard Nixon[2] succède à Lyndon Johnson à la présidence des États-Unis (jusqu'en 1974).
  - Meurtre de soldats à Lebach en Allemagne de l'Ouest.

- 22 janvier : Tentative d'assassinat de Léonid Brejnev par un déserteur de l’armée soviétique.

- 28 janvier : l'explosion d'un appareil de forage de pétrole en Californie provoque une énorme marée noire.

## Naissances
- 2 janvier : Tommy Morrison, boxeur américain († 1er septembre 2013).
- 3 janvier : Michael Schumacher, pilote automobile allemand, sept fois champion du monde de Formule 1 (1994, 1995, 2000, 2001, 2002, 2003 et 2004).
- 4 janvier : Julio Aparicio, matador espagnol.
- 5 janvier : Marilyn Manson, chanteur américain.
- 6 janvier: Norman Reedus
- 11 janvier : Difool, animateur radio français (Skyrock)
- 13 janvier : Stefania Belmondo, skieuse de fond italienne.
- 14 janvier : 
  - Jason Bateman, acteur américain.
  - Dave Grohl, multi-instrumentiste américain, chanteur et compositeur.
- 15 janvier : Anatoli Ivanichine, cosmonaute russe.
- 17 janvier : Tiësto, DJ néerlandais.
- 18 janvier : 
  - Batista (David Michael Batista, Jr), catcheur américain de la division Raw de la WWE.
  - Fabrice Raymond, célèbre professeur français d'Histoire-Géographie qui enseigne a Saint Charles avec sa célèbre classe de seconde 4.
- 20 janvier : Dean Phillips, homme politique américain.
- 23 janvier : Brendan Shanahan, joueur de hockey.

## Décès
- 19 janvier : Jan Palach, étudiant à Prague, qui s'immole par le feu place Wenceslas pour protester contre l'invasion de la Tchécoslovaquie par l'union soviétique en 1968.
- 22 janvier : Joseph-Jean Merlot, homme politique belge (° 27 avril 1913).
- 29 janvier : Allen Dulles, diplomate américain, ancien directeur de la CIA.